# 鞠谷宏士
鞠谷 宏士（きくたに ひろし、1921年 - 2010年10月29日）は、日本の運送施設工学者。大阪府大阪市出身。
元東京商船大学教授、大学長。世界海事大学理事や日本航海学会会長などを歴任した。2010年10月29日、老衰により89歳で亡くなった。

## 人物・経歴
1943年東京高等商船学校（現東京海洋大学）航海科卒業、日本郵船入社。1947年航海訓練所に転出。1950年商船大学高等商船学校教授。1976年学生部長。1984年東京商船大学学長。1989年世界海事大学理事、海洋会副会長。1994年勲二等旭日重光章受章。元日本航海学会会長。

## 著書
- 船舶の構造及び設備属具 (天然社、1956)
- 船の保存整備 (天然社、1956)